# Stazione di Twyford
La stazione di Twyford è una stazione situata nel Berkshire a Twyford. È servita ogni ora da due treni suburbani della Elizabeth Line e quelli transitanti sulle varie direzioni della ferrovia sulla Great Western Main Line, tra cui la Wargrave railway station.